# Società Sportiva Manfredonia Calcio 2007-2008
Questa voce raccoglie le informazioni riguardanti la Società Sportiva Manfredonia Calcio nelle competizioni ufficiali della stagione 2007-2008.

## Rosa
| N. |                    | Ruolo | Calciatore          |
| -- | ------------------ | ----- | ------------------- |
|    | Italia (bandiera)  | P     | Alberto Frison      |
|    | Italia (bandiera)  | P     | Manolo Leacche      |
|    | Italia (bandiera)  | P     | Raffaele Giugliano  |
|    | Italia (bandiera)  | D     | Dario Bergamelli    |
|    | Italia (bandiera)  | D     | Milan Bortel        |
|    | Francia (bandiera) | D     | Momar Seyni Diagne  |
|    | Italia (bandiera)  | D     | Michele Franco      |
|    | Italia (bandiera)  | D     | Andrea Gaspari      |
|    | Italia (bandiera)  | D     | Nikolas Kras        |
|    | Italia (bandiera)  | D     | Luca Pagliarulo     |
|    | Italia (bandiera)  | D     | Domenico Tursi      |
|    | Italia (bandiera)  | C     | Raffaele Barbagallo |
|    | Italia (bandiera)  | C     | Salvatore Burrai    |
|    | Italia (bandiera)  | C     | Salvatore Del Sole  |

| N. |                   | Ruolo | Calciatore         |
| -- | ----------------- | ----- | ------------------ |
|    | Italia (bandiera) | C     | Fabrizio Mineo     |
|    | Italia (bandiera) | C     | Andrea Musacco     |
|    | Italia (bandiera) | C     | Giuseppe Pirrone   |
|    | Italia (bandiera) | C     | Ivan Romito        |
|    | Italia (bandiera) | C     | Antonino Scarpitta |
|    | Italia (bandiera) | C     | Gianluca Vasile    |
|    | Italia (bandiera) | A     | Davide Arigò       |
|    | Italia (bandiera) | A     | Alessio Cossu      |
|    | Italia (bandiera) | A     | Alberto Filippini  |
|    | Italia (bandiera) | A     | Giuseppe Genchi    |
|    | Italia (bandiera) | A     | Antonio Giglio     |
|    | Italia (bandiera) | A     | Vinicio Paris      |
|    | Italia (bandiera) | A     | Luigi Rana         |
|    | Italia (bandiera) | A     | Marco Sau          |

## Risultati

### Serie C1

#### Girone di andata
| 26 agosto 2007 1ª giornata | Ternana | 1 – 0 | Manfredonia |  |

| 3 settembre 2007 2ª giornata | Manfredonia | 1 – 1 | Foligno |  |

| 9 settembre 2007 3ª giornata | Paganese | 1 – 1 | Manfredonia |  |

| 16 settembre 2007 4ª giornata | Manfredonia | 2 – 1 | Cavese |  |

| 24 settembre 2007 5ª giornata | Manfredonia | 1 – 0 | Legnano |  |

| 30 settembre 2007 6ª giornata | Padova | 1 – 0 | Manfredonia |  |

| 8 ottobre 2007 7ª giornata | Manfredonia | 1 – 2 | Novara |  |

| 14 ottobre 2007 8ª giornata | Pro Sesto | 2 – 1 | Manfredonia |  |

| 21 ottobre 2007 9ª giornata | Lecco | 0 – 1 | Manfredonia |  |

| 29 ottobre 2007 10ª giornata | Manfredonia | 0 – 1 | Monza |  |

| 1º novembre 2007 11ª giornata | Cittadella | 6 – 0 | Manfredonia |  |

| 5 novembre 2007 12ª giornata | Manfredonia | 2 – 1 | Venezia |  |

| 12 novembre 2007 13ª giornata | Foggia | 4 – 0 | Manfredonia |  |

| 18 novembre 2007 14ª giornata | Manfredonia | 0 – 0 | Cremonese |  |

| 25 novembre 2007 15ª giornata | Pro Patria | 3 – 0 | Manfredonia |  |

| 3 dicembre 2007 16ª giornata | Manfredonia | 0 – 2 | Sassuolo |  |

| 9 dicembre 2007 17ª giornata | Verona | 1 – 0 | Manfredonia |  |

#### Girone di ritorno
| 16 dicembre 2007 18ª giornata | Manfredonia | 0 – 3 | Ternana |  |

| 23 dicembre 2007 19ª giornata | Foligno | 1 – 0 | Manfredonia |  |

| 14 gennaio 2008 20ª giornata | Manfredonia | 1 – 0 | Paganese |  |

| 21 gennaio 2008 21ª giornata | Cavese | 1 – 1 | Manfredonia |  |

| 3 febbraio 2008 22ª giornata | Legnano | 3 – 0 | Manfredonia |  |

| 10 febbraio 2008 23ª giornata | Manfredonia | 0 – 0 | Padova |  |

| 17 febbraio 2008 24ª giornata | Novara | 2 – 1 | Manfredonia |  |

| 24 febbraio 2008 25ª giornata | Manfredonia | 0 – 1 | Pro Sesto |  |

| 10 marzo 2008 26ª giornata | Manfredonia | 1 – 0 | Lecco |  |

| 16 marzo 2008 27ª giornata | Monza | 1 – 0 | Manfredonia |  |

| 22 marzo 2008 28ª giornata | Manfredonia | 0 – 1 | Cittadella |  |

| 31 marzo 2008 29ª giornata | Venezia | 1 – 2 | Manfredonia |  |

| 6 aprile 2008 30ª giornata | Manfredonia | 3 – 3 | Foggia |  |

| 13 aprile 2008 31ª giornata | Cremonese | 1 – 0 | Manfredonia |  |

| 20 aprile 2008 32ª giornata | Manfredonia | 3 – 3 | Pro Patria |  |

| 27 aprile 2008 33ª giornata | Sassuolo | 1 – 0 | Manfredonia |  |

| 4 maggio 2008 34ª giornata | Manfredonia | 2 – 1 | Verona |  |